# AIDS
Az AIDS  (Acquired Immune Deficiency Syndrome = szerzett immunhiányos tünetegyüttes) a HIV (Human Immunodeficiency Virus = emberi immunhiány vírusa) által előidézett, kezelés nélkül gyakorlatilag 100%-os halálozású tünetegyüttes, amelyet 1981-ben azonosítottak, de már jóval régebben megjelent. Azóta már néhány esetben volt példa fertőzött AIDS betegek gyógyulására is. A vírus az immunrendszer sejtjeit, elsősorban a CD4 receptorral rendelkező T-limfocitákat pusztítja. Az immunrendszer fokozatos leromlása elősegíti az opportunista fertőzések és a daganatok megjelenését. A fertőzés után a tünetek általában évekkel (átlagosan 5 évvel) később jelentkeznek, de időközben a fertőzöttek továbbadhatják a vírust.
A vírus átadható direkt nyálkahártya-kontaktussal vagy különböző testfolyadékok által, mint a vér, ondó, hüvelyváladék, előváladék és anyatej. A fertőzés bekövetkezhet közösülés, vérátömlesztés során, fertőzött injekciós tű által, anya és csecsemő között a terhesség, szülés és szoptatás alatt, vagy ha a fent említett folyadékok valamelyike egy nyálkahártya vagy bőr sérüléssel érintkezik.
Az AIDS-et 1981. december 1-jétől jegyzik mint különálló betegség. A vírus terjedésének menete 1959-ig vezethető vissza. A legtöbb tudós szerint a HIV Fekete-Afrikában alakult ki a 20. század első felében. Ma már pandémiás jellegű. A WHO becslése szerint 2007-ben 33,2 millió ember szenvedett AIDS-ben és 2,1 millió halt bele, amiből 330 ezer gyerek. A fertőzöttek több mint háromnegyede Fekete-Afrikában él.
Ma már igen nagy hatékonyságú gyógyszerek léteznek, amelyekkel a vírus szaporodása jelentős mértékben lelassítható, sőt ma már a vírusfertőzés megszüntethető. A vírus szaporodását gátló gyógyszerek nem gyógyítják meg a HIV-fertőzést, de nagy mértékben lelassítják az immunrendszer pusztulását. A HIV-fertőzés ilyen módon kezelhető, de jelenleg nem gyógyítható krónikus fertőzés.

## Lefolyásának szakaszai
A betegség lefolyása öt szakaszra osztható:
- 1. szakasz – HIV-fertőzés utáni 3-4 hét a HIV-vírus lappangási időszaka, a beteg nem AIDS-es.
- 2. szakasz – Primer vagy akut HIV tünetegyüttes – a HIV-fertőzést követő 3-6 hétben lép fel. Tünetei: átmeneti nyirokcsomó-megnagyobbodás, láz, fáradékonyság, rossz közérzet, izomfájdalom és kanyarószerű bőrkiütések. A fertőzöttek 1-2 hét elteltével hirtelen tünetmentessé válnak.
- 3. szakasz – Krónikus tünetmentes HIV-betegség – Semmilyen klinikai tünet nincs, az immunrendszer funkciója kielégítő, közben a vírus szaporodása változatlan mértékben zajlik, a CD4+ T-limfociták száma folyamatosan csökken. Ez az állapot 3-8 évig tart.
- 4. szakasz – Tünetes HIV-betegség – Megjelenik a krónikus, megmagyarázhatatlan hasmenés időszaka, és tovább tart, mint egy hónap. Nyirokcsomó-megnagyobbodás, fogyás, lázrohamok, éjjeli izzadás, szájpenész, övsömör.
- 5. szakasz – Kifejlett HIV-betegség, AIDS stádium – Megjelennek a toxoplazmák az agyban, gombás fertőzések a bőrön, bronchitis és/vagy tüdőgyulladás, Kaposi-szarkóma. Ezt a szakaszt nevezzük AIDS-betegségnek. Ennek átlagos időtartama 6 hónaptól 2 évig terjed, melyet halál követ.

## A HIV terjedése
A HIV-fertőzés vér, ondó, előváladék, hüvelyváladék és anyatej útján terjed; elsősorban óvszer nélküli közösülés és közös tűvel folytatott injekciós kábítószer-használat révén. Másodsorban fertőzött vérkészítményből, illetve szülés vagy szoptatás során, de egy nyílt seb minden helyzetben veszélyes lehet. A fertőzést 8 hét elteltével lehet kimutatni. A fertőzés utáni nyolc héten belül végzett teszt (szűrés) ritka esetben ál-negatív eredményt adhat: a vírus hatására termelődő ellenanyagot még nem tudják kimutatni, azonban a vizsgált személy fertőzött és fertőző. Ebben az időszakban vehető észre az immunsejtek számának megnövekedése. Elméletileg a vírus sejtekbe való beágyazódása előtt elpusztítható, erre azonban az időkorlát (körülbelül 72 óra), valamint a folyamatos mutációk miatt kicsi az esély. A jelenlegi gyógyszerkombinációkkal – fegyelmezett szedés mellett – számottevően meg lehet hosszabbítani a fertőzöttek életét.

### Kezelése
A betegség kezelésére ún. „gyógyszerkoktélokat”, kombinációs terápiát alkalmaznak, vagyis az alábbi szerek különféle szempontok szerint összeállított kombinációját:
- reverz transzkriptáz inhibitorok (nukleozid analógok): például AZT, ddI, ddc, 3TC, d4T
- nem nukleozid típusú reverz transzkriptáz inhibitorok: például efavirenz, nevirapine, delavirdine
- proteáz inhibitorok (a p55 – p24 alakulást gátolja): például lopinavir, szakinavir, indinavir, ritonavir.
- fúziós inhibitorok (a vírus összeolvadását gátolja a gazdasejttel): például enfuvirtide.

A kezelés az immunrendszer leépülése ellen irányul, a vírus elleni védekezés sokkal nehezebb feladat a nagy fokú, akár egy egyénben is megfigyelhető variabilitás miatt. A vírus nagyon gyorsan és könnyen mutálódik, alkalmazkodik a gyógyszerekhez és rezisztenssé válik rájuk. Ez azonban elkerülhető a kombinációs terápia alkalmazásával, amely lelassítja a HIV szaporodását, és megőrzi az immunrendszer viszonylagos épségét.
Nagyon ritkán előfordul, hogy bár a HIV vírus bejut egy ember szervezetébe, az nem betegedik meg, ugyanis egy génvariáns miatt immunis a HIV vírusra. Dr. Eric Faure, a marseille-i egyetem professzorának és társainak a New Scientistben publikált kutatása szerint az európaiak AIDS-szel szembeni sebezhetősége egy olyan betegséggel függ össze, amelyet a Római Birodalom hódítói terjesztettek, és amely megölte az AIDS ellen védelmet nyújtó CCR5‑Delta 32 gén hordozóit. A 19 ezer európai lakosra kiterjedő vizsgálat többek közt kimutatta, hogy míg a görögöknek 4, addig a Skandináv-félsziget lakóinak 15%‑a hordozza ezt a gént.

### Statisztika

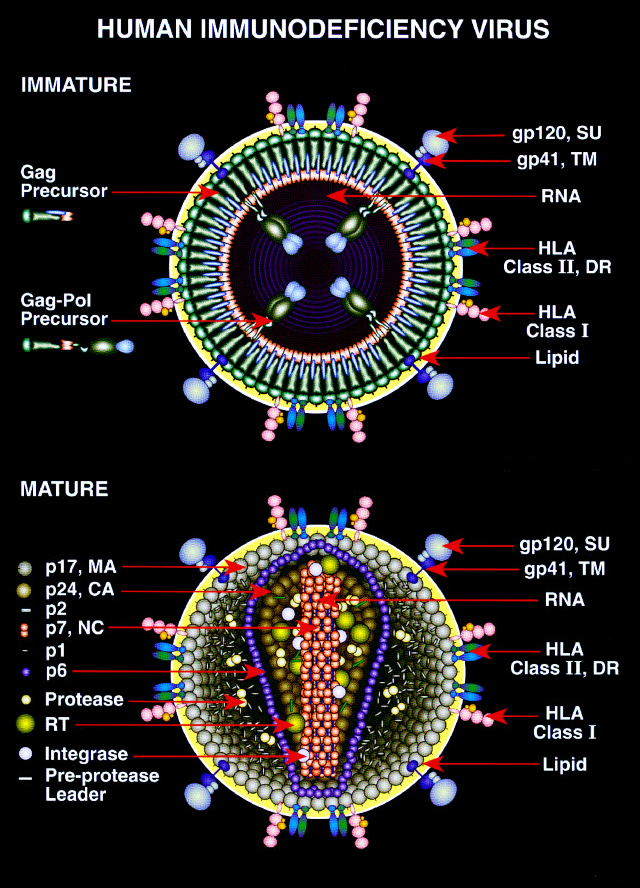
HIV vírus sémás képe

Ma Magyarországon nem ismert a tényleges HIV fertőzöttek száma. A szakemberek gyakran 3-5-szörösére szokták ezt tenni a ténylegesen kiszűrtek számának, bizonyos jelek azonban másra mutatnak. 2008. december 31-én Magyarországon 1334 kiszűrt HIV fertőzött élt (1630 kiszűrt HIV pozitív, akik közül 269 már meghalt), így ha a ténylegesen HIV fertőzöttek száma „csupán” ennek 5-szöröse, akkor körülbelül 6700 emberről van szó. Ha a szexuálisan aktív lakosságot mintegy 7 000 000-ra becsüljük, akkor ez 0,11%-os HIV fertőzöttséget jelent. Ezzel szemben bizonyos kampányszerű szűrővizsgálatokon ennél lényegesen rosszabb arányok adódtak (Erotika Kiállítás 300-ból 3 (1%), AIDS Világnap 300-ból 4 (1,33%) ).
Más részről viszont évente megközelítőleg 66 000 szűrővizsgálatot végeznek (6,6 teszt/1000 ember, ennél az EU országok közül csak Lengyelország és Görögország teljesít rosszabbul), amelyek során 2008-ban 145 új esetet találtak, ami azt jelenti, hogy a szűrővizsgálatokon résztvevők között a fertőzöttség aránya körülbelül 0,22%, ami hétmillió emberre nézve körülbelül 15 000 fertőzöttet jelentene. Mivel azonban alacsony az önkéntes anonim tesztek aránya (2006-ban csak 9,3% volt), jogosan feltételezhető, hogy a vizsgálatok nagy részét olyanok végeztették, akiknek orvosi okaik voltak rá, azaz a 0,22% felülbecslésként kezelhető, és a körülbelül 1%-os arányok valószínűleg a teljes társadalomra nem érvényesek. Ezek alapján jogosan állítható, hogy a ténylegesen fertőzöttek száma a kiszűrtek számának 10-szeresénél biztosan nem nagyobb.
A különböző szexuális orientációkat vizsgálva figyelembe kell venni, hogy a homo-, bi-, illetve heteroszexuálisok számát nagyon nehéz meghatározni, a saját nemükkel is szexuális kapcsolatot létesítők aránya körülbelül 2% és 13% között mozog. Kb. 10 000 000 magyar állampolgár 70%-át szokták szexuálisan aktívnak venni (azaz akik nemi életet élnek), ez 7 000 000 ember. A melegek aránya 5-7%, ehhez gyakran hozzáveszik azokat a biszexuálisokat, akiknek ténylegesen van is kapcsolatuk mindkét nemmel, ez összesen kb. 10%, azaz kb. 700 000 ember, a maradék kb. 6 300 000 pedig heteroszexuális (vagy heteroszexuálisként élő biszexuális).
Az eddig[mikor?] Magyarországon kiszűrt HIV fertőzöttek közül 847 homoszexuális, 279 pedig heteroszexuális úton kapta el a fertőzést, ami 75,22%–24,78%-os aránynak felel meg. Mivel a többi fertőzési mód eltörpül a nemi úton történtekhez képest, jó közelítéssel feltételezhető, hogy az összes fertőzött között is hasonló arány érvényesül. 6700 HIV pozitív embert feltételezve ez mintegy 5040 homoszexuális és 1160 heteroszexuális úton fertőzöttet jelent, ami a homoszexuális kapcsolatot (is) folytatók 0,72%-a, a heteroszexuálisok 0,018%-a. Más szóval, a szexuálisan aktív emberek közül Magyarországon átlagosan minden 139. homoszexuális vagy biszexuális, és átlagosan minden 5556. heteroszexuális fertőzött. Világviszonylatban a vírus átadása domináns módon heteroszexuális kapcsolatok révén történik meg. Egyes afrikai országokban a teljes lakosság akár harmada is fertőzött, túlnyomórészt heteroszexuálisok (Lesotho 40%, Szváziföld 39%, Botswana 37,8%).
Megjegyzendő, hogy – bár volt olyan év, mikor a felfedezett új esetek száma csökkent – míg 2003-ban „csupán” 63 új esetet regisztráltak, addig 2008-ban ez már 145. Gyanítható (bár az ismeretlen eredetű fertőzések száma is nőtt), hogy a növekedés jelentős része a homoszexuálisokat sújtja. Esetükben 2008-ban több mint két és félszer többen fertőződtek már meg, mint 2003-ban, míg az évenkénti heteroszexuális fertőzések száma hasonló maradt.
A regisztrált fertőzöttek közül 1233 férfi, 209 nő és 188 anonim. A teljes populációban hasonló arányokat feltételezve a férfi-nő arány körülbelül 85,5%-14,5%. Míg előbbiek körében a homoszexuális kapcsolatok jelentik a fő veszélyforrást, utóbbiaknál a főként fekete afrikai partnerek.

### Tévhitek
A szokásos társadalmi, rokoni, baráti érintkezés nem jelent fertőződési kockázatot. Tehát a fertőzöttel vagy akár AIDS-beteggel együtt történő közlekedés, a vele való kézfogás, a közös evőeszköz-, fürdőszoba-, WC-használat, valamint a harapással nem járó gyengéd csók, a tüsszentés, köhögés, az uszoda, a vérszívó rovarok és az élelmiszerek önmagukban veszélytelenek. A vírus a szabad levegőn pár perc alatt elpusztul, de – az esetleges vérzések miatt – kerülni kell a közös fogkefe vagy borotva használatát.
A vírus terjedése akkor történhet meg, ha nyálkahártyára, illetve seben keresztül a véráramba kerül a fertőzött személy vére, anyateje, hüvelyváladéka, ondója (esetleg előváladéka) vagy könnye. Csókkal a HIV azért nem terjed (bár a szájban mindig vannak apró sérülések), mert a nyálban a vírus mennyisége elenyésző. Természetesen fertőzés előfordulhat, ha a csók során a szájban vér van.

## Megelőzés
Megelőzésének lehetséges módszerei a gumióvszer használata szexuális érintkezés során vagy a monogám partnerkapcsolat. A fecskendővel vagy vérátömlesztéssel való terjedés visszaszorítására alkalmas az egyszer használatos fecskendőre való áttérés, valamint a vérkészítmények szűrése.
A PrEP gyógyszer a HIV-fertőzést megelőző prevenciós készítmény, melynek szedése megvédi a HIV-negatív embereket a HIV-fertőzéstől.
Szedése ajánlott azoknak, akik magas HIV-fertőzés kockázatnak vannak kitéve. A gyógyszer hatékonyan véd a HIV-fertőzés szexuális úton történő terjedésétől, amennyiben az orvos által előirányzott módon és rendszerességgel szedik. Azt is fontos azonban tudni, hogy a PrEP nem hatásos egyéb szexuális úton terjedő betegségek STD-k ellen, így az óvszer használatot nem helyettesíti.
Egyes népcsoportok, például egyes kaukázusi csoportok veleszületett védettséggel rendelkeznek a fertőzéssel szemben.[forrás?]

## Piros szalag

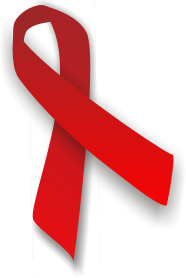
A piros szalag

Patric O’Conell AIDS-beteg ihletésére alakult ki a Red Ribbon szimbóluma és kampánya. Ő a Visual Aids vezetője volt, ami az AIDS-ellenes küzdelmet nyíltan felvállaló művészekből állt. Az ötlet az öbölháborút megjárt katonák iránti szolidaritásból kitűzött sárga szalag adaptálásával jött létre. A választás a szimbolikus jelentésű piros színre esett. 1991-ben a Broadwayen a Tony-díj átadásakor 3000 piros szalagot osztottak szét a részvevők között, és amikor Jeremy Irons a kamerák elé lépett, piros szalagja a nemzetközi AIDS-ellenes küzdelem jelképévé vált.

## AIDS-hírek
- 2005. november: előrelépés a HIV-védőoltás kutatásában[21]
- 2011. szeptember 2-án francia tudósok felfedeztek egy olyan fehérjét, amely gátolja a HIV vírus szaporodását.[22]
- 2012. május 10-én bejelentették, hogy felfedeztek egy AIDS elleni tablettát.[forrás?][23]

## HIV szűrés és tanácsadás
- Hova mehetsz HIV-szűrést végeztetni?[24]

- Belvárosi Orvosi Centrum[25]